# Whitney (Nevada)
Whitney (ehemals East Las Vegas) ist eine nicht selbstverwaltete Stadt (Unincorporated Town) und ein Census-designated place im Clark County, Nevada, Vereinigte Staaten. Sie wird vom Clark County verwaltet. Das U.S. Census Bureau hat bei der Volkszählung 2020 eine Einwohnerzahl von 49.061 ermittelt.

## Geschichte
Stowell E. Whitney, ein Milchbauer aus Bunkerville, Nevada, kaufte in den 1910er Jahren eine Ranch in der Gegend. Die Stadt Whitney wurde 1931 gegründet, als Whitney seine Ranch wegen des Baus des Boulder Highway unterteilte. Ein Großteil dieses Landes liegt heute innerhalb der Stadtgrenzen von Henderson. Er fand nicht viele Käufer, da dies während der Großen Depression geschah. Im folgenden Jahr wurde ein Whitney-Postamt eröffnet. Die Stadt wurde offiziell 1942 von der Clark County Commission gegründet, und in diesem Jahr erhielt Whitney offizielle Grenzen. Die Stadt wurde 1958 in East Las Vegas umbenannt, als Reaktion auf eine Petition, die von fast allen Einwohnern unterzeichnet wurde. Der Name wurde 1993 wieder in Whitney geändert.

## Einwohnerentwicklung
| Jahr | Einwohner¹ |
| ---- | ---------- |
| 1970 | 6.501      |
| 1980 | 6.449      |
| 1990 | 11.087     |
| 2000 | 18.273     |
| 2010 | 38.585     |
| 2020 | 49.061     |

¹ 1970–2020: Volkszählungsergebnisse